# 松井和夫 (経済学者)
松井和夫（まつい かずお、1935年3月1日ー2004年1月7日）は、日本の経済学者。
岡山県日生町（現・備前市）生まれ。1958年神戸大学経営学部卒、1963年大阪市立大学大学院経済学研究科博士課程満期退学、大阪証券経済研究所入所、64年日本証券経済研究所主任研究員。のち大阪経済大学教授となり、69歳で死去。

## 著書
- 『現代アメリカ金融資本研究序説 現代資本主義における所有と支配』文真堂 1986
- 『セキュリタイゼーション 金融の証券化』東洋経済新報社 1986
- 『M&A 二〇世紀の錬金術』講談社現代新書　1991

### 共編著
- 『自動車工業』奥村宏,星川順一共著 東洋経済新報社 現代の産業 1965
- 『米国の企業買収・合併 M&A&D』奥村皓一共著 東洋経済新報社 1987
- 『金融』編著 日本経済新聞社 シリーズ世界の企業　1988
- 『アメリカ金融史 建国から一九八〇年代まで』西川純子共著 有斐閣選書　1989

### 翻訳
- マイケル・ユシーム『インナー・サークル 世界を動かす陰のエリート群像』岩城博司共監訳 東洋経済新報社 1986
- R.G.エクルズ, D.B.クレイン『投資銀行のビジネス戦略 ネットワークにみる「強さ」の秘密』監訳 日本経済新聞社 1991